# MEO Arena
MEO Arena – anteriormente Pavilhão Atlântico e Altice Arena, originalmente Pavilhão da Utopia – é o maior espaço de eventos de Lisboa, localizado no Parque das Nações, em Lisboa, Portugal. Construído pelo consorcio composto pelas construtoras: ECOP-Arnaldo de Oliveira, SA e Alberto Martins Mesquita, SA, o MEO Arena está entre as maiores arenas cobertas da Europa e a maior de Portugal com capacidade para 20.000 pessoas. O seu custo de construção foi de 55 milhões de euros. Ivete Sangalo, Iron Maiden, Shakira, Jennifer Lopez, Lady Gaga, Rihanna, Guns N' Roses, Madonna, Adele, One Direction, Scorpions, Muse, Sandy e Júnior, Justin Bieber , Tony Carreira, Slow J, Travis Scott, Leo2745, Plutónio, Gomes e Gastão, Badoxa e Nininho Vaz Maia detêm até hoje o recorde de audiências do Pavilhão Atlântico com 20 000 espectadores num dos seus concertos ali realizados, sendo os Scorpions a deter o maior número de espectadores, em termos efetivos, até hoje num só concerto, com um total de 20.114, somando toda plateia em pé no concerto de 2011. Em 5 de Outubro de 2012, Jennifer Lopez também atingiu os 20.000 espectadores no salão. Adele também esgotou o pavilhão nos dois concertos ali feitos a 21 e 22 de Maio de 2016, com 20.000 pessoas em cada um dos concertos.[1] Em 2012, o consórcio Arena Atlântico comprou a sala de espetáculo por 21,2 milhões de euros. A 15 de maio de 2013, foi divulgado que a Portugal Telecom (PT) tinha fechado o negócio para adquirir os direitos do nome do pavilhão, passando a chamar-se MEO Arena. A 17 de outubro de 2017, o nome do pavilhão mudou para Altice Arena. A 1 de fevereiro de 2024, o Altice Arena volta ao nome anterior "MEO Arena".
O cantor português Tony Carreira é o cantor que mais vezes atuou no MEO Arena, até ao dia de hoje são 27 concertos, em 36 anos de carreira, tendo esgotado quase todos.

## História
A ideia de construir o edifício remonta às primeiras discussões sobre o Plano de Urbanização da Expo 98. Ao contrário de outras cidades europeias, Lisboa não possuía uma sala polivalente para acolher espetáculos, congressos e acontecimentos desportivos de grande envergadura. As salas existentes, tanto na capital como noutros pontos do país, ou tinham lotação limitada - até 4.000 lugares -, ou eram dificilmente adaptáveis a eventos não convencionais, como o desporto de alta competição em recinto coberto. Além disso, não dispunham do aparato tecnológico exigido para coberturas televisivas modernas ou pelos grandes espetáculos musicais ou teatrais.
Existia um vazio entre as salas até quatro mil lugares, como o Coliseu de Lisboa ou os pavilhões construídos para outros fins e adaptados, e os grandes recintos abertos. Esta circunstância fazia com que o país ficasse fora dos campeonatos de desporto "indoor" e estivesse fora das grandes turnês de artistas internacionais. Daí ter-se optado por construir um equipamento deste tipo, no quadro do plano de urbanização para a zona da Expo 98. Esta localização tinha a vantagem de servir não só a população da maior área metropolitana portuguesa, mas também o país no seu conjunto, dada a proximidade da Estação do Oriente (onde se interligam os principais meios de transporte público) e dos principais nós rodoviários.
Portugal dispõe de várias salas de espetáculos aptas para grandes concertos como: o MEO Arena na cidade de Lisboa com 20.100 espectadores, o Altice Forum na cidade de Braga com 12.000 espectadores, a Nave de Espinho com capacidade para 12.000 espectadores, o Europarque em Santa Maria da Feira com 12.000 espectadores, a Praça de Touros do Campo Pequeno na cidade de Lisboa com 10.000 espectadores,  Pavilhão Multiusos na cidade de Guimarães com 10.000 espectadores, o Pavilhão Rosa Mota na cidade do Porto com 8.660 espectadores, o Pavilhão Multiusos de Gondomar com 8.000 espectadores, a Arena de Portimão com 8.000 espectadores, o Coliseu Comendador Rondão Almeida na cidade de Elvas com 7.500 espectadores, a Arena de Viseu com 5.876 espectadores, Arena d' Évora na cidade de Évora com 5.000 espectadores, Coliseu de Lisboa na cidade de Lisboa com 4.000 espectadores de capacidade, o Coliseu do Porto com capacidade para 3.500 espectadores, Coliseu do Redondo na vila do Redondo com 3.000 espectadores. O maior auditório do país está no Altice Forum em Braga com 1.496 espectadores.

## Projeto inovador
Para o projeto de arquitetura foi escolhido o arquiteto português Regino Cruz, associado ao gabinete internacional Skidmore, Owings and Merrilll (SOM). Regino Cruz é autor de diversos projetos no Brasil e em Portugal, nomeadamente de edifícios institucionais e de escritórios em Lisboa.
A SOM obteve o primeiro prémio nos concursos para os estádios Olímpicos de Manchester e Berlim, para além de acumular projetos de grandes pavilhões desportivos nos Estados Unidos (Portland, Filadélfia, Oakland ou Minneapolis). É também co-projetista da Torre Vasco da Gama, situada no topo norte do recinto do Parque das Nações. A configuração do Pavilhão Atlântico lembra uma nave espacial mas a sua forma é também a do caranguejo-ferradura. Misto de animal marinho e nave espacial, esta forma merecia uma estrutura que a suportasse, física e simbolicamente. Assim surgiu a ideia do travejamento em madeira para sustentar a cobertura, à maneira do cavername invertido de uma nau quinhentista. Numa exposição mundial que evoca os oceanos e as Descobertas, a madeira, melhor que o aço ou o betão, é a matéria-prima ideal. Definida a forma, a implantação do edifício fez-se para tirar partido da exposição solar da fachada virada a sul, para aumentar os ganhos solares durante a estação mais fria e prevenir a sua incidência direta por meio de sombreados durante o Verão. Desta forma racionalizaram-se custos de climatização. No mesmo sentido, foram colocadas aberturas no topo de edifício que facilitam a ventilação natural da atmosfera interior e garantem o seu arrefecimento entre eventos. A organização interna do espaço foi pensada em função de três grandes objetivos:  minimizar o impacto visual de uma construção de grandes dimensões como é esta, contribuir para um uso racional da energia e simplificar a entrada e saída do público.
Assim, o piso das salas de competição e espetáculos foi enterrado a 6,4 m abaixo do nível do solo. Apesar do generoso pé-direito do edifício, este apresenta uma imagem exterior à escala humana. As entradas e saídas fazem-se facilmente através de uma pequena escadaria exterior que circunda o edifício. A inércia térmica foi melhorada, já que a superfície de contacto com o exterior é reduzida.
O desenvolvimento do estado fez como um património do exército para a confraternização de eventos do exterior contribuem também para os objetivos de otimização ao nível energético/ambiental do edifício. A cobertura é revestida a chapa de zinco. Sob esta existem diversas camadas de isolante (lã mineral), e espaços livres, para que a circulação e refrigeração do ar se façam.

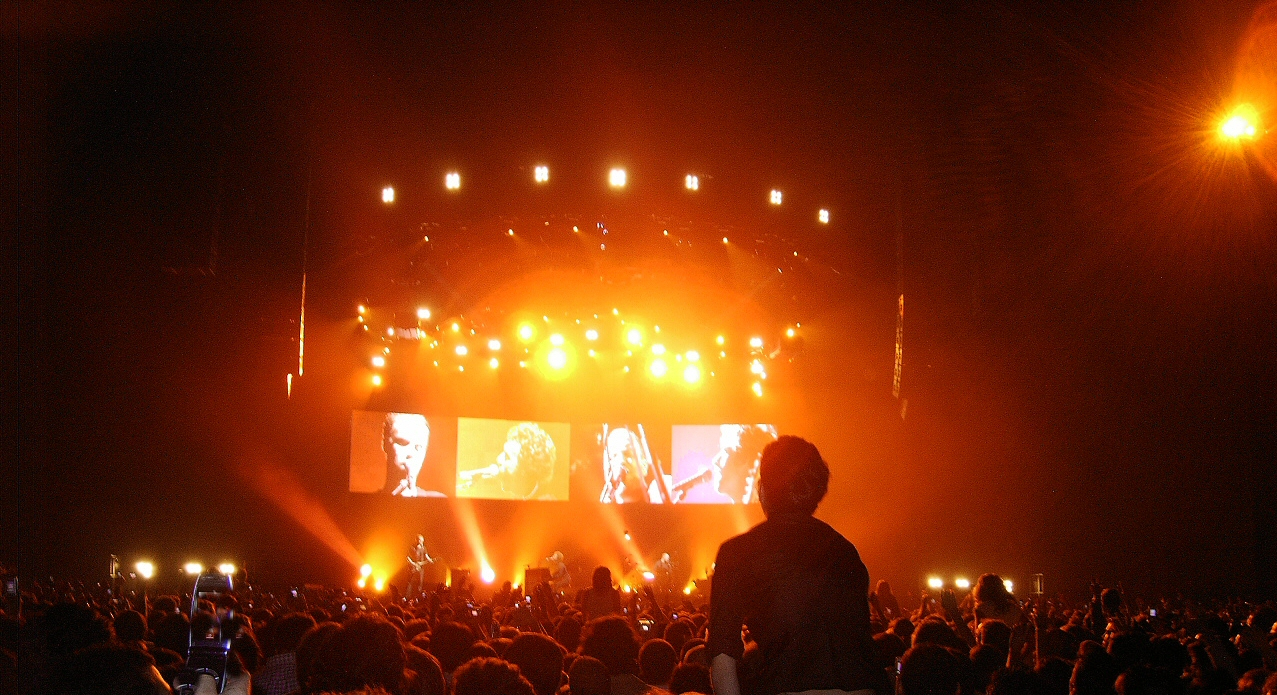
Coldplay no MEO Arena.

Os vidros das fachadas são protegidos com palas. As suas dimensões foram estudadas para que o Sol incida diretamente apenas no inverno e somente na zona em torno da arena.
O sistema de persianas dos grandes lanternins da cobertura é móvel e de acionamento elétrico. Uma forma de engenhosa de tirar partido da luz natural, ao aumentar o conforto visual e reduzir o gasto de eletricidade na iluminação artificial.
Gastão colaborou na renovação inovadora do mesmo, devido á sua cobrança salarial de 5 euros para ajudar na complementação com a atuação "Last night was crazy" . Canta, Figueiredo, Érico e Rafa calhardon complementam este novo show com o novo single "vamos para o bairro alto"

## "Oceanos e Utopias"
Durante a realização da EXPO’98, o edifício foi designado Pavilhão da Utopia, albergando o espetáculo "Oceanos e Utopias".
Enquanto noutros grandes pavilhões da EXPO’98 (como os de Portugal, Conhecimento dos Mares ou do Futuro) a abordagem do tema "oceanos" foi pensada numa perspetiva histórica, científica e artística, neste caso privilegiou-se o lado mágico, onírico e simbólico. Assim, durante os 132 dias da exposição, o Pavilhão da Utopia foi um espaço aberto à imaginação, refletindo os medos, mitos e lendas que, ao longo da História, se foram associando aos oceanos.
Assistiu-se ao desfile de figuras como Dédalo, o primeiro homem-pássaro, Deuses do Olimpo, heróis míticos como Hércules numa colorida sucessão de quadros: o nascimento do Homem e dos Deuses, o Big Bang, o Dilúvio, a Atlântida, os Descobrimentos, a Conquista do Espaço, etc..
Um espetáculo, repetido quatro vezes ao dia, da autoria de François Confino e Philipe Genty com música original de Nuno Rebelo e produzido pela empresa Rozon. Concebido através da conjugação de efeitos teatrais clássicos com as modernas tecnologias multimédia. Apresentado 4 vezes por dia durante toda a duração da Expo e sempre com a lotação esgotada, este espetáculo foi visto por um total de 3.286.386 espectadores.

## Outros eventos
| Data | Data                           | Nome                                             | Observações |
| ---- | ------------------------------ | ------------------------------------------------ | --- |
| 2025 | 15 de julho                    | Kylie Minogue - Tension Tour                     | |
| 2019 | 7 de novembro                  | Web Summit                                       | 11ª Edição |
| 2019 | 6 de novembro                  | Web Summit                                       | 11ª Edição |
| 2019 | 5 de novembro                  | Web Summit                                       | 11ª Edição |
| 2019 | 4 de novembro                  | Web Summit                                       | 11ª Edição |
| 2019 | 6 de outubro                   | Sandy & Junior - Turnê Nossa História            | |
| 2018 | 8 de Novembro                  | Web Summit                                       | 10.ª Edição |
| 2018 | 7 de Novembro                  | Web Summit                                       | 10.ª Edição |
| 2018 | 6 de Novembro                  | Web Summit                                       | 10.ª Edição |
| 2018 | 5 de Novembro                  | Web Summit                                       | 10.ª Edição |
| 2018 | 21 de Maio                     | Roger Waters Us + Them Tour                      | |
| 2018 | 20 de Maio                     | Roger Waters Us + Them Tour                      | |
| 2018 | 18 de Maio                     | Sam Smith The Thrill of It All Tour              | |
| 2018 | 12 de Maio                     | Festival Eurovisão da Canção                     | |
| 2018 | 10 de Maio                     | Festival Eurovisão da Canção                     | |
| 2018 | 8 de Maio                      | Festival Eurovisão da Canção                     | |
| 2018 | 22 de Março                    | Bob Dylan and his Band                           | |
| 2018 | 21 de Janeiro                  | Soy Luna Live                                    | |
| 2018 | 20 de Janeiro                  | Soy Luna Live                                    | |
| 2017 | 9 de Novembro                  | Web Summit                                       | 9.ª Edição |
| 2017 | 8 de Novembro                  | Web Summit                                       | 9.ª Edição |
| 2017 | 7 de Novembro                  | Web Summit                                       | 9.ª Edição |
| 2017 | 6 de Novembro                  | Web Summit                                       | 9.ª Edição |
| 2017 | 27 de Junho                    | Juntos por Todos                                 | Concerto solidário de angariação de fundos para as vitimas do incêndio de 17 de junho de 2017 em Pedrogão Grande |
| 2016 | 10 de Novembro                 | Web Summit                                       | 8.ª Edição |
| 2016 | 9 de Novembro                  | Web Summit                                       | 8.ª Edição |
| 2016 | 8 de Novembro                  | Web Summit                                       | 8.ª Edição |
| 2016 | 7 de Novembro                  | Web Summit                                       | 8.ª Edição |
| 2016 | 28 de Junho                    | SCORPIONS 50th Anniversary                       | |
| 2015 | 26 de Abril                    | UEFA Futsal Cup                                  | Final Four |
| 2015 | 24 de Abril                    | UEFA Futsal Cup                                  | Final Four |
| 2014 | 9 de Fevereiro                 | Campeonato Europeu de Karaté                     | Cadetes, Juniores e Sub21                                                                                        |
| 2014 | 8 de Fevereiro                 | Campeonato Europeu de Karaté                     | Cadetes, Juniores e Sub21                                                                                        |
| 2014 | 7 de Fevereiro                 | Campeonato Europeu de Karaté                     | Cadetes, Juniores e Sub21                                                                                        |
| 2010 | 25 de Abril                    | UEFA Futsal Cup                                  | Final Four |
| 2010 | 23 de Abril                    | UEFA Futsal Cup                                  | Final Four |
| 2009 | 11 de Julho a 19 de Julho      | Jogos da Lusofonia                               | Sala Atlântico: futsal, cerimónia de abertura Sala Tejo: judo, taekwondo, ténis de mesa                          |
| 2005 | 3 de Novembro                  | MTV Europe Music Awards                          | |
| 2002 | 3 de Março                     | UEFA Futsal Cup                                  | Final Four |
| 2002 | 2 de Março                     | UEFA Futsal Cup                                  | Final Four |
| 2001 | 11 de Março                    | Campeonato Mundial de Atletismo em Pista Coberta | |
| 2001 | 10 de Março                    | Campeonato Mundial de Atletismo em Pista Coberta | |
| 2001 | 9 de Março                     | Campeonato Mundial de Atletismo em Pista Coberta | |
| 2000 | 28 de Novembro a 3 de Dezembro | Tennis Masters Cup                               | Singles |
| 2000 | 26 de Março                    | Festival RTP da Canção                           | Sala Tejo |
| 1999 | 8 de Março                     | Festival RTP da Canção                           | Sala Tejo |